# Sergio Livingstone
Sergio Roberto Livingstone Pohlhammer (26. marts 1920 - 11. september 2012) var en chilensk fodboldspiller (målmand).
Livingstone stammede fra en skotsk familie, der emigrerede til Chile i 1889. Hans kælenavn var El Sapo (skrubtudsen).
Livingstone tilbragte det meste af sin karriere i hjemlandet, hvor han spillede i samlet 20 år hos Universidad Católica i fødebyen Santiago. Han var med til at vinde to chilenske mesterskaber med klubben. Han spillede også kortvarigt for Católicas lokalrivaler Colo-Colo, og for Racing Club i Argentina.
Livingstone spillede desuden 52 kampe for det chilenske landshold. Han var anfører for det chilenske hold, der deltog ved VM i 1950 i Brasilien. Her spillede han alle sit lands tre kampe i turneringen, hvor holdet røg ud efter gruppespillet.
I 2009 fik Livingstone en gade opkaldt efter sig i hjembyen Santiago.

## Titler
Primera División de Chile
- 1949 og 1954 med Universidad Católica